# Pink Anderson
Pinkney Anderson (Laurens, 12 febbraio 1900 – Spartanburg, 12 ottobre 1974) è stato un cantante e chitarrista statunitense di genere blues.

## Biografia
Cresciuto a Spartanburg (nel nord ovest della Carolina del Sud), si unì al Dr. Kerr dell'Indian Remedy Company nel 1914 per intrattenere la folla cantando e ballando mentre Kerr cercava di vendere un intruglio spacciato per medicinale. Nel 1916, a Spartanburg, Anderson conobbe Simmie Dooley, da cui Pink imparò a cantare blues. Quando Anderson non viaggiava con il Dr. Kerr, lui e Dooley suonavano ai piccoli raduni a Spartanburg e nelle località vicine.
Dopo che il Dr. Kerr si ritirò nel 1945, Anderson si dedicò totalmente al blues e sviluppò il suo talento con una piccola chitarra e una armonica a bocca. Alcuni problemi di cuore lo costrinsero a ritirarsi nel 1957. Suo figlio, conosciuto come Little Pink Anderson, ha seguito le orme del padre ed ora vive e suona in Georgia.
Anderson registrò alcune canzoni nel 1960 e nel 1963 apparve nel film The Bluesmen.

## Discografia
- 1961 - American Street Songs
- 1961 - Vol. 1 Carolina Bluesman
- 1962 - Carolina Medicine Show Hokum & Blues
- 1962 - Vol. 2 Medicine Show Man
- 1963 - Ballad & Folksinger, Vol. 3

## "Pink" Floyd
Il musicista Syd Barrett ricavò il nome Pink Floyd unendo i nomi dei due suoi bluesmen preferiti: Pink Anderson e Floyd Council.